# Elektroschockpistole

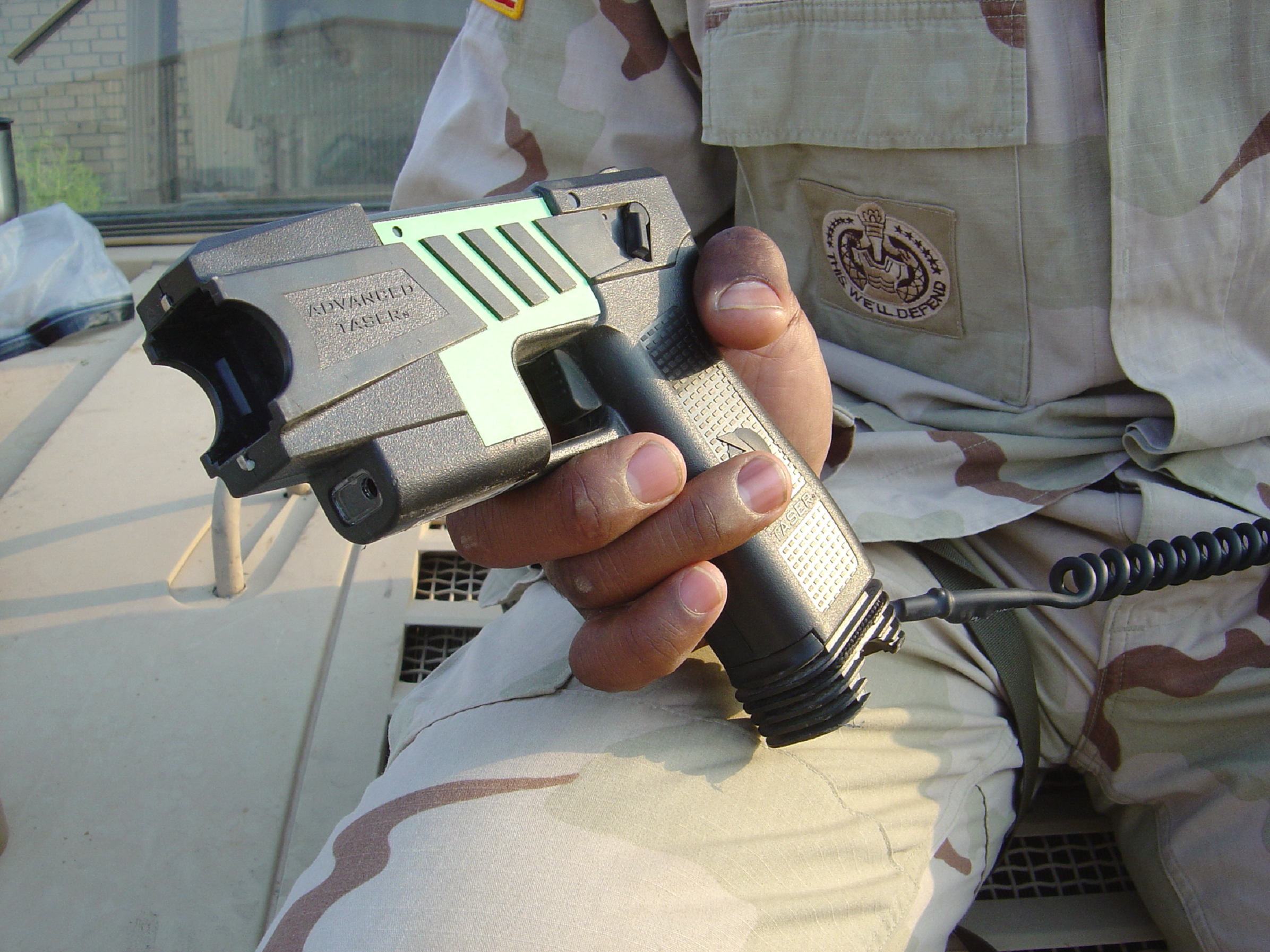
Der M-26-TASER in der nicht-zivilen Version

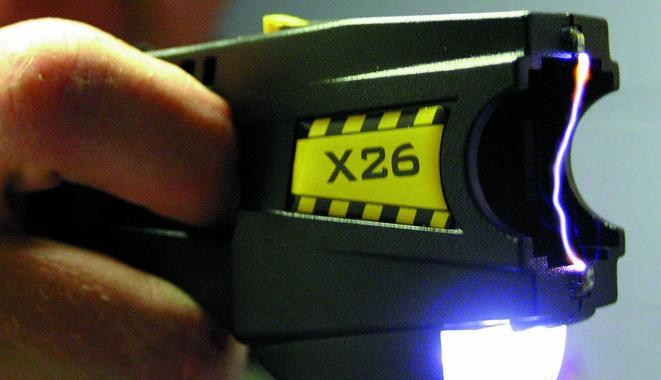
Der X-26-TASER mit einer Funkenentladung zwischen seinen beiden Elektroden (ohne Kartusche)

Eine Elektroschockpistole, Distanz-Elektroimpulswaffe oder ein Distanz-Elektroimpulsgerät (DEIG) (in der Schweiz Destabilisierungsgerät (DSG) genannt) ist eine in der Regel nichttödliche Elektroimpulswaffe ähnlich einer Pistole, die zwei nadelförmige Projektile, die meist über isolierte Drähte mit der Waffe verbunden sind, in den Körper einer Zielperson schießt und damit anschließend eine Folge elektrischer Impulse überträgt, wodurch die getroffene Person für die Dauer des Stromflusses stark bis vollständig immobilisiert ist. Nach den von Axon Enterprise (vormals TASER International) hergestellten Geräten werden die Geräte auch mit dem Deonym Taser bezeichnet. Mittlerweile gibt es auch Modelle mit drahtlosen Projektilen.

## Idee und Geschichte
Die Bezeichnung TASER ist ein Akronym des Begriffs Thomas A. Swift’s Electric Rifle aus dem Jugendbuch Tom Swift and His Electric Rifle von Victor Appleton (1911). Dort wird die Idee beschrieben, Menschen mit blauen Bällen aus Elektrizität zu betäuben. Der Erfinder Jack Cover, ein späterer NASA-Wissenschaftler, hatte dieses Buch als Kind gelesen und begann Ende der 1960er Jahre die Entwicklung des Tasers, der ursprünglich zur Abwehr von Flugzeugentführern gedacht war. Unmittelbaren Anlass dazu gab ihm ein Zeitungsbericht über einen Unfall, bei dem ein Mann in eine Stromleitung gefallen und dadurch anschließend einige Zeit reglos war.
Ersten Einsatz ähnlich heutigen Elektroschock abgebenden Geräten von Seiten der Strafverfolgungsbehörden gab es in den 1960er Jahren in Form von elektrischen Viehtreibern, die gegen Bürgerrechtsaktivisten von der amerikanischen Polizei eingesetzt wurden. Wie heutige Kontakt-Elektroschocker, die für den Menschen ausgelegt sind, konnten diese jedoch nur dazu verwendet werden, den Betroffenen Schmerzen zuzufügen.
1972 meldete Cover seinen Taser, zunächst noch als Feuerwaffe, zum Patent an. 1974 baute er den ersten Taser unter der Bezeichnung TASER TF-76, der bis auf 4,6 Meter 2 Projektile verschießen konnte. Dabei hielt er aber fest, dass es keine Möglichkeit gäbe, gefährliche (Folge-)Verletzungen garantiert zu vermeiden. Der Taser wurde als nicht-tödliches Gerät betrachtet, wenn es bei einer durchschnittlich gesunden Person angewendet werde. Da das Treibmittel für die 2 Projektile Schießpulver war, klassifizierte das Bureau of Alcohol, Tobacco, Firearms and Explosives (ATF) den Taser als Feuerwaffe. Der Kauf dieses Tasers für Zivilpersonen war nur mit einer speziellen Lizenz möglich. TASER Systems, die Firma die den Taser vermarktete, wurde aufgelöst und unter der Bezeichnung TASERTRON neugegründet, wobei nur einige Geräte hauptsächlich an die Polizei in Los Angeles verkauft wurden.
Die Brüder Tom und Rick Smith gründeten 1993 das Unternehmen „TASER International“ mit dem Ziel, weniger tödliche elektrische Waffen zu entwickeln. Jack Cover wurde nach Einladung der Brüder Smith Entwickler für zukünftige Taser-Geräte. Anstelle Schießpulver wurden aber Geräte mit Druckluft entwickelt. Es folgte das Modell Air TASER 3400. Dadurch wurden Taser nicht als Feuerwaffen klassifiziert und konnten an Privatpersonen verkauft werden.
1999 wurde die Elektroschockpistole Taser M26 entwickelt, weitere Modelle folgten zunehmend.

## Funktionsprinzip

### Distanzmodus

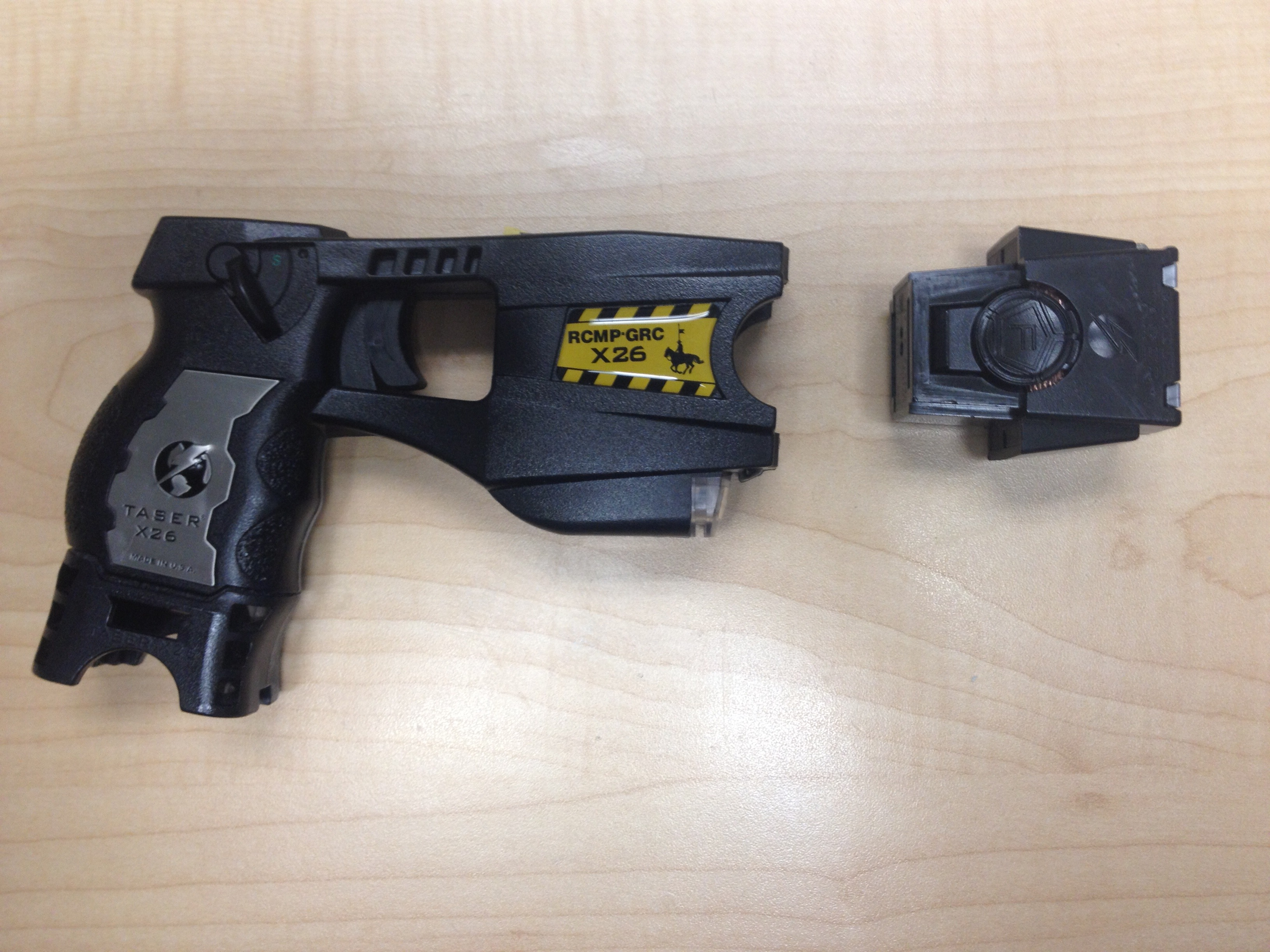
Taser X26 mit daneben liegender Kartusche, die aufgesteckt zwei Projektile verschießt

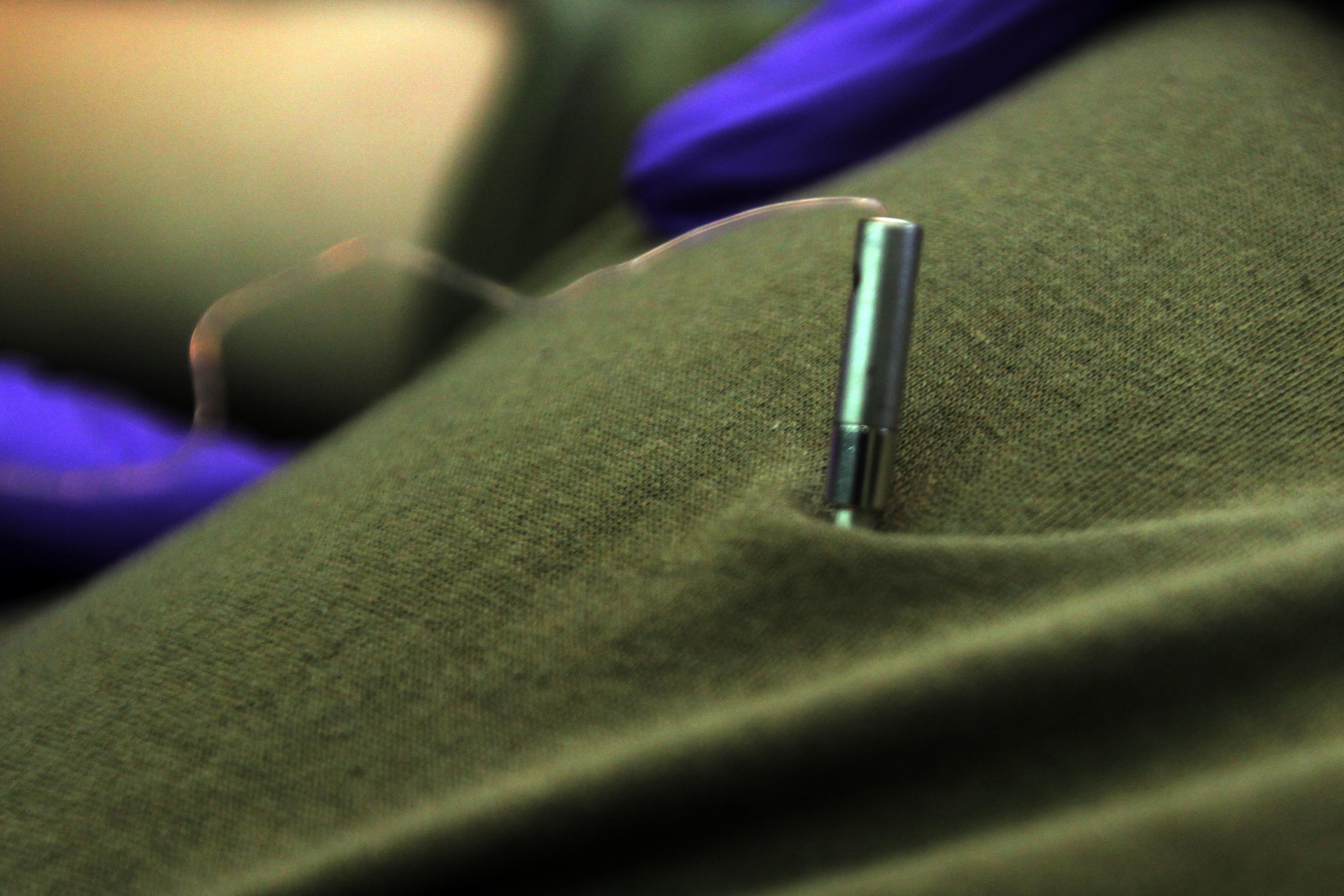
Eines der beiden Projektile, die von einer Kartusche aus verschossen wurden

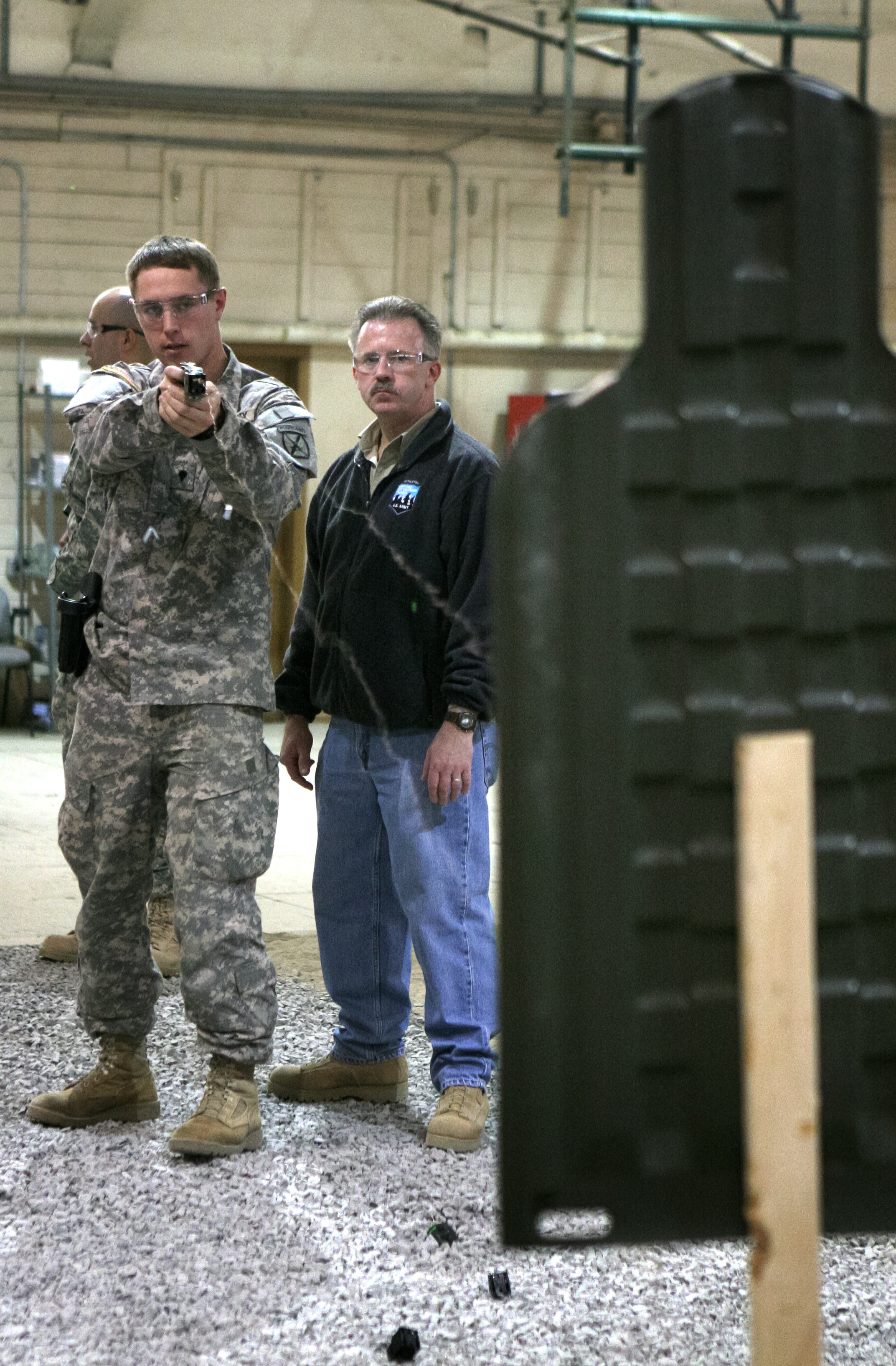
Übung mit einer Elektroschockpistole im Distanzmodus

Im Distanzmodus werden aus einer Kartusche zwei mit Widerhaken versehene Projektile geschossen, die über isolierte Drähte mit der Kartusche verbunden bleiben, die ihrerseits über elektrisch gut leitfähige Metallkontakte mit der Pistole verknüpft ist, wodurch von der Waffe ausgehend elektrische Impulse in den Körper der Zielperson übertragen werden.
Treibmittel ist beim Taser von Axon Druckgas, wodurch dieser technisch gesehen eine Druckluftwaffe ist. In der Produktion mittlerweile eingestellte Modelle der Firmen Stinger und Tasertron verwendeten Schießpulver als Treibmittel und waren daher Feuerwaffen.
Die zwei Projektile werden nicht parallel verschossen. Während eines (meist das obere) nahezu geradlinig ins Ziel trifft, erreicht das andere das Ziel in einem Winkel davon – je nach Modell und Hersteller – zwischen 3,5 und 12 Grad nach unten. Dadurch können sie mit einem höheren Abstand auf der Körperoberfläche einschlagen. Durch die Widerhaken, ähnlich einem Angelhaken, bleiben die Projektile besser in der Kleidung oder in der Haut der Zielperson stecken.
Solange Strom fließt, ist im Idealfall die getroffene Person in diesem Modus vollständig handlungsunfähig und nicht mehr in der Lage, die eigenen Skelettmuskeln willkürlich zu steuern.
Die Wirkung ist in der Praxis von verschiedenen Faktoren abhängig:
- Wo dringen die Nadelelektroden in den Körper ein? Welche Nerven und Muskeln liegen im Strompfad? Grundsätzlich ist ein Strompfad, der die Herzregion einschließt, als gefährlich anzusehen. Für eine optimale Wirkung muss der Rumpf getroffen werden.
- Wie viele Muskeln sind beteiligt / wie groß ist die Fläche der Muskulatur, die vom Strom durchflossen wird?
- Welchen Abstand haben die Nadeln? Je größer der Abstand ist, desto größer ist der Strompfad. Je mehr motorische Nerven und Muskeln betroffen sind, desto höher steigt die Wirkung. Ein zu geringer Abstand der zwei Elektroden verursacht nur Schmerzen ohne Immobilisierung.
- Wird die Kleidung durchschlagen und dringen die Nadelelektroden in den Körper ein, oder wird der Elektroschock nur über eine Funkenentladung auf den Körper übertragen?
- Wie tief dringen die Nadelelektroden in die Haut ein? (Körperwiderstand)(Stromdichte)

Die Reichweite beträgt je nach Modell, Hersteller und Kartusche bis zu über 7 Meter; pro Elektrode kann Kleidung bis zu einer Stärke von 2,5 cm durchdrungen werden.
Die Anzahl der Schüsse, die eine Elektroschockpistole hintereinander ohne Nachladen abgeben kann, variiert nach Hersteller und Modell. Pro eingeführter Kartusche kann nur einmal abgefeuert werden. Jedoch kann ein einmal getroffener Gegner mehrmals unter Strom gesetzt werden. Dazu muss nur der Abzug entsprechend oft betätigt werden. Die verbrauchte Kartusche kann bei einigen Modellen durch Tastendruck nach vorne weggezogen und innerhalb weniger Sekunden durch eine neue ersetzt werden.
Modernere Modelle haben die Möglichkeit, zwei oder mehr Kartuschen gleichzeitig einzusetzen, wodurch mehrere Schüsse hintereinander ohne manuelles Nachladen abgegeben werden können.
Zur Erhöhung der Trefferrate sind Elektroschockpistolen entweder mit einem konventionellen Visier oder mit einem oder zwei Laservisieren ausgerüstet. Dabei wirken sie in diesem Modus – anders als Pfefferspray – auch bei Personen, die unter Einfluss von Alkohol oder anderen Drogen stehen oder schmerzresistent sind.

### Kontaktmodus
Hier werden keine Projektile verschossen. Dabei kann die Elektroschockpistole im Körperkontakt mit der Zielperson aber nur als gewöhnlicher Kontakt-Elektroschocker zum Zufügen von Schmerzen eingesetzt werden und zielt somit nur auf die Willfährigkeit zur Schmerzvermeidung und nicht auf Bewegungsunfähigkeit wie im Distanzmodus ab. Der Gegner erhält über die Elektroden an der Pistole den Stromschlag, wenn keine Kartusche eingeführt wurde. Je nach Hersteller und Modell ist auch eine Abgabe von Elektroschocks über eigens vorhandene Metallkontakte auf den eingelegten Kartuschen (ohne Schussabgabe) möglich.

## Hersteller und Bauformen

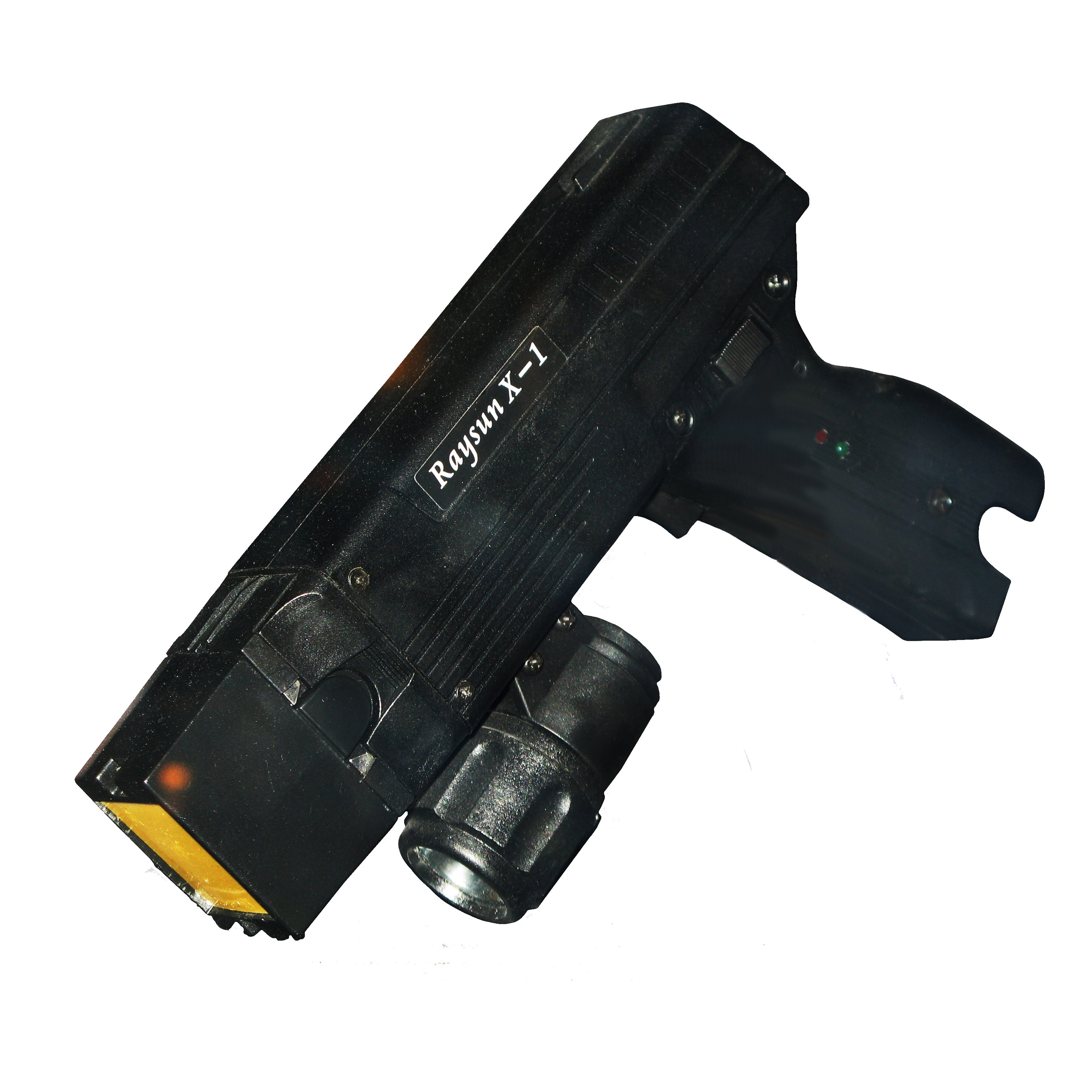
Raysun X-1: eine Elektroschockpistole eines anderen Herstellers

Die Bezeichnung Taser ist ein von der US-Firma Axon Enterprise (ursprünglicher Unternehmensname: „TASER International“, vor der Änderung seit April 2017) geschützter Begriff (eingetragene Handelsmarke) und bezieht sich ausschließlich auf deren erzeugte Geräte. Distanz-Elektroschockwaffen allgemein werden weltweit von einer Reihe weiterer Hersteller produziert und vertrieben.
Manchmal werden fälschlich auch Distanzlosgeräte (Kontakt-Elektroschocker), die nur für den direkten Körperkontakt ausgelegt sind, als „Taser“ bezeichnet. Eine Ausnahme bei der Benennung bildet die von Axon produzierte Taschenlampe, die nur für den Kontaktmodus ausgelegt ist und aufgrund des früheren Herstellernamens auch Taser mit dem Zusatz Strikelight – also „Taser Strikelight“ – genannt wird.
Die bekanntesten früheren Axon-Konkurrenten für Distanz-Elektroimpulsgeräte waren die Firmen Tasertron und Stinger, die jedoch mittlerweile nicht mehr existieren. Einfachere Modelle, getarnt als Taschenlampe, sind schon seit den 1970er Jahren in Gebrauch.
Bei Elektroschockpistolen mit Kabel erfolgt die Übertragung der elektrischen Impulse im Distanzmodus über isolierte Drähte verschiedener Längen, die je nach Hersteller und Modell 4,5 m, 6,4 m, 7,6 m und 10,6 m Distanz erlauben.
Die Polizeimodelle sind meistens (je nach Land) der nur einen Einzelschuss abgebende Taser X26P und der neuere Taser X2 (in schwarz und gelb erhältlich), der Projektile aus zwei Kartuschen hintereinander abschießen kann und ein noch geringeres Risiko für die Auslösung von Herzkammerflimmern hat. Der in Österreich ursprünglich verwendete TASER X26E wird seit April 2017 gegen den sichereren Taser X2 ausgetauscht. Für dieses Modell sind 4 Arten von Kartuschen erhältlich, die sich hinsichtlich ihres Einsatzes (Trainingskartusche bzw. Simulator) und der maximalen Reichweite (entweder 4,5 Meter oder 7,6 Meter) unterscheiden.
2018 stellte die Firma mit dem Modell TASER 7 eine Waffe mit wiederaufladbaren Akkus und neuartigen Projektilen vor. Sie wird in den USA, Australien und Neuseeland vertrieben.
Mittlerweile gibt es Konkurrenz durch andere Distanz-Elektroimpulsgeräte anderer Hersteller. Die US-Firma Digital Ally ließ ein drahtloses Modell patentieren, die Entwicklung eines Prototyps folgt. In der Türkei wurde eine drahtlose Elektroschockpistole unter dem Namen „Wattozz“ entwickelt.
Eine weitere Elektroschockpistole „Magen“, entwickelt von einer israelischen Firma, erlaubt die Einführung eines fünfschüssigen Magazins; nach Schussabgabe durch Knopfdruck wird die verbrauchte Kartusche ausgeworfen und automatisch durch eine neue ersetzt. Diese Funktionsweise entspricht einer halbautomatischen Pistole.

## Wirkung
Die Wirkung dieser Elektroimpulswaffe beruht auf einem Stromdurchfluss des Körpers, hervorgerufen durch eine Spannung um 1 Kilovolt. Es handelt sich um eine Impulsfolge mit einer Rate von beispielsweise etwa 18 Impulsen pro Sekunde, die während einer Dauer von etwa 60 Mikrosekunden einen Strom von 2 bis 4 Ampere erzeugen. Sowohl Energie als auch die elektrische Ladung pro Puls ist vergleichsweise gering und beträgt bei einem Körperwiderstand von 250 Ohm zum Beispiel etwa 100 Millijoule. Zum Vergleich: ein Weidezaungerät erzeugt Impulse mit bis zu 6 Joule und Energie bei Spannungen bis 10 Kilovolt und im Sekundentakt. Die elektrische Ladung beträgt bis zu etwa 1 mC und bei einer Elektroimpulswaffe bis zu etwa 200 µC, also knapp unterhalb der Flimmerschwelle was einem sehr geringen Risiko für Kammerflimmern entspricht, welches aber nicht komplett ausgeschlossen werden kann.
Es tritt vor allem direkte elektrische Stimulation von Typ A-α-Motoneuronen, wodurch Impulse direkt zu motorischen Synapsen geleitet und tonische Muskelkontraktionen hervorgerufen werden. Es kommt dabei zur Überlagerung mit der körpereigenen Erregungsleitung.
Durch die Verwendung von pfeilförmigen Projektilen beim Distanzmodus können unabhängig von den elektrischen Impulsen Organe wie Augen oder nahe der Körperoberfläche gelegene Arterien verletzt werden. Weiterhin können Wunden bei Entfernung der Widerhaken entstehen.
Zusätzlich besteht das Risiko von „sekundären Sturzverletzungen“, wie etwa in leichten Fällen Hautabschürfungen, Blutergüssen, Platzwunden und Prellungen, allerdings auch Knochenbrüche bis hin zum schweren Schädel-Hirn-Trauma.
Eine Studie von CBC hat ergeben, dass das wiederholte Auslösen einer Impulsfolge die Schwelle eines Herzinfarkts senkt und daher das Risiko hierfür signifikant erhöht.

## Rechtliche Rahmenbedingungen

### Deutschland
Taser durften in Deutschland vor dem 1. April 2008 ab einem Alter von 18 Jahren erworben werden. Seit 1. April 2008 unterliegen Distanz-Elektroimpulsgeräte den Verbotsbestimmungen der Anlage 2, Abschnitt 1, Nr. 1.3.6. WaffG, wodurch jeglicher Umgang (Erwerb, Besitz, Führen) verboten ist. Für den Erwerb, Besitz und Umgang mit verbotenen Waffen ist nach dem Waffengesetz eine Ausnahmegenehmigung des BKA erforderlich, die jedoch nur sehr restriktiv vergeben wird. Für Behörden ist ein Erlass des jeweiligen Innenministeriums für die Länderpolizeien bzw. des BMI für die Bundespolizei erforderlich. Siehe Abschnitt Verwendung.

### Österreich
In Österreich sind Kontakt-Elektroschocker (in Deutschland als Distanzlosgeräte bekannt) ab Vollendung des 18. Lebensjahrs ohne eine Waffenbesitzkarte frei verkäuflich. Eine spezielle Vorschrift für das Führen existiert nicht. Jedenfalls verboten sind aber getarnte Elektroschocker, die einen anderen Gegenstand vortäuschen, oder die mit Gegenständen des täglichen Gebrauches verkleidet sind. Taser, Distanz-Elektroimpulsgeräte von Axon, mit Kartusche unterliegen der Waffenkategorie C, wodurch ein legales Erwerben und Besitzen für Privatpersonen zwar möglich ist, ein Führen der mit Kartusche geladenen Waffe außerhalb von Wohn- oder Betriebsräumen oder eingefriedeten Liegenschaften innerhalb Österreichs jedoch einen gültigen Waffenpass erfordert.

### Schweiz
In der Schweiz ist für Privatpersonen gemäß Artikel 4 Abs. 1 des Waffengesetzes die Übertragung, der Erwerb, das Vermitteln und Verbringen von Elektroschockgeräten, „die die Widerstandskraft von Menschen beeinträchtigen oder die Gesundheit auf Dauer schädigen können“, verboten. Diese Beschränkung gilt jedoch gemäß Artikel 2 dieses Gesetzes nicht für die Armee, den Nachrichtendienst des Bundes, die Zoll- und die Polizeibehörden und auch nicht für die Militärverwaltung. Beim Erwerb für Privatpersonen ist daher eine gültige „grosse“ Ausnahmebewilligung erforderlich, die durch das Waffenbüro innerhalb des Wohnkantons ausgestellt werden kann, meist allerdings sehr restriktiv.
Die Zwangsanwendungsverordnung der Polizei im Bund erlaubt gemäß Artikel 9 die Anwendung von Distanz-Elektroimpulsgeräten gegen Personen, die nach Artikel 11 eine schwere Straftat begangen haben – beziehungsweise im Verdacht dazu stehen – oder versuchen zu begehen. Unter einer schweren Straftat in diesem Zusammenhang wird eine „ernsthafte Beeinträchtigung gegen Leib und Leben, der Freiheit, der sexuellen Integrität oder der öffentlichen Sicherheit“ genannt. Auch militärische Polizeiorgane – die nicht-militärische Gewalt gegen feindliche Militärpersonen und Truppenverbände anwenden oder Lufthoheit wahren – haben die Befugnis, nicht tödlich wirkende Destabilisierungsgeräte nach Abschluss einer dafür speziellen Ausbildung für polizeiliche Zwangsmassnahmen zu verwenden. Die Regelung dafür findet sich in der Verordnung über die Polizeibefugnisse der Armee, Artikel 4.

## Verwendung
Die Waffen sollen verwendet werden, um Angreifer, Randalierer, fliehende oder mit Suizid drohende Personen primär durch den Verlust der Kontrolle über die Skelettmuskeln und sekundär eventuell durch Schmerzen handlungsunfähig zu machen. Da ihre Wirkung im Distanzmodus nicht vom Schmerzempfinden und deren Reaktion darauf abhängig ist, eignen sich Distanz-Elektroimpulsgeräte auch meistens gegen Personen, die unter dem Einfluss von (psychoaktiven) Medikamenten, Alkohol oder anderen Drogen stehen.
Bei Verwendung einer nicht-tödlichen Waffe sollen vor allem körperliche Schäden beim Betroffenen gering gehalten werden. Bei einigen Modellen besteht die mögliche Abgabe eines Warnlichtbogens (entspricht dem Kontaktmodus) entlang der Pistole (mit Kartusche), wodurch die Waffe ohne Einsatz gegen den Körper einer Person abschreckend und deeskalierend wirken kann. Insgesamt stellen Distanz-Elektroimpulsgeräte eine Eskalationsstufe unter den eigentlichen Schusswaffen mit geringerem Todesrisiko dar, gleichzeitig aber eine meist wirkungsvollere und gesichertere Handlungsunfähigkeit ohne Zeitverzögerung im Vergleich zu Pfefferspray. Dadurch eignet sich die Waffe besser zur Selbstverteidigung von Polizeivollzugsbeamten, insbesondere gegen Angreifer mit Hieb- und Stichwaffen (bei einem Sicherheitsabstand von 7 Metern), wo eine Abwehr oder gar Entwaffnung mit Pfefferspray und Schlagstock ohne massive Eigengefährdung nicht mehr möglich ist. Aufgrund der Tatsache, dass Distanz-Elektroimpulsgeräte ohne manuellen Austausch der Kartusche meistens nur zwei oder manchmal nur einen Schuss hintereinander abgeben und bewegliche, dynamische Ziele verfehlt werden können und außerdem die Reichweite und Durchschlagskraft der Projektile nicht an jene von scharfen (tödlichen) Feuerwaffen herankommt, ist ein Schusswaffengebrauch, insbesondere in Fällen mit Hieb- und Stichwaffen, jedoch nicht immer auszuschließen.

### Europa
Elektroschockpistolen werden derzeit fast ausschließlich von speziell geschulten Polizeieinsatzkräften und Justizwachbeamten genutzt.

#### Deutschland
In Deutschland empfahl die Innenministerkonferenz 2001 die probeweise Einführung von Elektroschockpistolen für die Spezialeinsatzkommandos der Polizei. Im Jahr 2018 hatten 13 der 16 Landespolizeien diese Empfehlung umgesetzt und entsprechende Geräte für ihre Spezialkräfte angeschafft. Inzwischen stehen Elektroschockpistolen auch Polizeikräften jenseits dieser Einheiten zur Verfügung.
Pilotprojekte zur Ausstattung mit Tasern werden zudem unter anderem in Bayern, Berlin, Bremen, Brandenburg und Nordrhein-Westfalen durchgeführt. Der Bundespolizei fehlt bisher eine Rechtsgrundlage für die Verwendung. Die drei deutschen Polizeigewerkschaften Gewerkschaft der Polizei, Deutsche Polizeigewerkschaft und Bund deutscher Kriminalbeamter befürworten eine Ausstattung von Polizeivollzugsbeamten mit Tasern. Der Bund der Strafvollzugsbediensteten forderte, auch die Angestellten in Justizvollzugsanstalten mit Distanz-Elektroimpulsgeräten auszustatten. Innerhalb der Bundeswehr werden Taser weder in der Ausbildung noch in Kampfeinsätzen eingesetzt. Allerdings verfügt die Bundeswehr nach Auskunft der Bundesregierung über einige Geräte und erforscht deren Wirkungsweise.
Im Juni 2025 kündigte Bundesinnenminister Alexander Dobrindt (CSU) an, die Bundespolizei mit Tasern auszurüsten. Er werde die rechtlichen Rahmenbedingungen für die Ausstattung der Beamten mit Elektroschockgeräten „noch in diesem Jahr“ aufsetzen. Sollten Personen Bundespolizisten mit Stichwaffen wie Messern angreifen, könnten die Beamten die Angreifer mit Tasern „effektiver ausschalten“ und „sich selbst besser schützen“. Am 23. Juli 2025 beschloss das Bundeskabinett einen entsprechenden Gesetzentwurf, über den der Bundestag noch abstimmen muss.

##### Bayern
Die beiden Spezialeinsatzkommandos der bayerischen Polizei sind seit 2006 mit den Geräten ausgerüstet. Bis 2015 wurden in Bayern 32 Personen mit Elektroschockpistolen beschossen. Im Mai 2018 startete ein Pilotprojekt, das die Ausstattung mit den Waffen auch für das Unterstützungskommando sowie die Operativen Ergänzungsdienste prüfen soll. Hierzu wurden 37 Elektroimpulsgeräte angeschafft und 500 Polizeibeamte für deren Benutzung geschult.

##### Berlin
In Berlin wird die Waffe seit August 2001 durch das Spezialeinsatzkommando (SEK) genutzt. Die Beamten sollen sie vorher am eigenen Leib ausprobiert haben. Im Februar 2017 wurde ein auf drei Jahre angelegtes Pilotprojekt gestartet, bei dem 20 Beamte die Elektroimpulsgeräte im Einsatz testen sollen. Im Mai 2019 wurde bekannt, dass die entsprechenden Beamten die Geräte bis zu diesem Zeitpunkt insgesamt drei Mal eingesetzt hatten: Einmal, um einen mit einem Messer bewaffneten Angreifer außer Gefecht zu setzen, und zweimal, um einen Suizid zu verhindern. Zudem sei der Einsatz der Waffe 15 Mal angedroht worden. Abgesehen von kleinen Wundmalen durch die Taserpfeile sei es bei den drei getroffenen Personen zu keinerlei relevanten Verletzungen gekommen. Seit 2024 erfolgt die flächendeckende Ausgabe von Distanzelektroimpulsgeräten an beschulte Dienstkräfte.

##### Bremen
In Bremen werden Taser von den Spezialeinheiten Mobiles Einsatzkommando (MEK) und SEK eingesetzt. Im Oktober 2018 wurde zudem ein einjähriges Pilotprojekt gestartet, um eine Ausweitung der Ausstattung zu prüfen. Hierzu wurde die Ortspolizei Bremerhaven mit drei Tasern ausgerüstet. Bei einer Bilanz ein Jahr später gab die Polizei bekannt, den Einsatz des Tasers 20 Mal angedroht und ihn fünf Mal tatsächlich eingesetzt zu haben. Zumeist habe die Androhung ausgereicht, um die Situation zu deeskalieren. Bei den fünf getroffenen Personen hätten sich keine nennenswerte Verletzungen oder Folgebeschwerden ergeben. Zur Sammlung weiterer Daten wurde das Projekt um ein Jahr verlängert.

##### Hamburg
In Hamburg werden Distanz-Elektroimpulsgeräte seit dem Jahr 2015 durch Beamte des MEK verwendet.

##### Hessen
Das Land Hessen hatte den Einsatz der sogenannten Taser zunächst bis Sommer 2018 mehr als ein Jahr in Frankfurt und Offenbach getestet. Nach Angaben des Innenministeriums wurden die Geräte in diesem Zeitraum insgesamt elf Mal eingesetzt und zwölf Mal wurde mit ihrem Einsatz gedroht. Es sei dabei abgesehen von einem Fall zu „keinen schwerwiegenden Verletzungen“ gekommen. Bei besagtem Fall habe sich die betroffene Person eine Kopfverletzung durch einen Sturz zugezogen. Der hessischen Innenminister Peter Beuth bewertete die Ergebnisse der Testphase als insgesamt positiv. Der Taser könne Leben retten und sei die „mildere Variante der Schusswaffe“. Die hessische Polizei verfügt nun über insgesamt 35 Distanz-Elektroimpulsgeräte, jeweils fünf pro Polizeipräsidium.
So wurde in Hessen nach einem vom Innenministerium als positiv bewerteten Pilotprojekt beschlossen, die sieben Polizeipräsidien des Landes mit jeweils fünf Elektroschockpistolen auszustatten, so dass dem hessischen Streifendienst insgesamt 35 Geräte zur Verfügung stehen.

##### Nordrhein-Westfalen
Ab Januar 2021 erprobte die Polizei Nordrhein-Westfalen Taser ein Jahr lang in Dortmund, Düsseldorf, Gelsenkirchen sowie im Rhein-Erft-Kreis. Nach abgeschlossener Erprobungsphase wurden die Geräte in den fünf größten Polizeipräsidien zur Grundausstattung hinzugefügt.

##### Rheinland-Pfalz
Auch in Rheinland-Pfalz entschied sich die Polizei nach einer Testphase für die Ausstattung mit Tasern. Dort waren die Distanz-Elektroimpulsgeräte ein Jahr lang in Trier getestet worden. Dabei wurden die Geräte nach Angaben des Innenministeriums in 30 Situationen eingesetzt, wobei in 21 Fällen die Androhung des Einsatzes genügt habe. In sechs Fällen wurden die Taser auch tatsächlich abgeschossen, dabei wurden vier Personen getroffen. Bei einer anschließenden medizinischen Begutachtung der getroffenen Personen konnten laut Ministerium „in keinem Fall (…) medizinische Auffälligkeiten festgestellt werden“. Bis zum Jahr 2021 sollen alle 72 Polizeiinspektionen in Rheinland-Pfalz mit den Distanz-Elektroimpulsgeräten ausgestattet sein. Rheinland-Pfalz ist nach eigenen Angaben das erste Bundesland, das Taser im Streifendienst eingeführt hat. Der Einsatz der Waffe gegen Kinder sowie Schwangere ist der rheinland-pfälzischen Polizei untersagt.
Die Polizeiinspektionen in Rheinland-Pfalz sollen ebenfalls bis zum Jahre 2021 entsprechend ausgerüstet werden.

##### Saarland
Im Saarland wurden Taser seit dem Jahr 2010 vom SEK erprobt. Am 6. Mai 2019 begann ein Pilotprojekt zum Test der Geräte für den Streifendienst. Hierzu wurden zwölf Distanz-Elektroimpulsgeräte angeschafft und Arbeitsgruppen für die Fortbildung von 120 Polizeibeamten gebildet. In einer Erprobungsphase wurden die Geräte sechs Monate lang getestet. Dabei wurde zehn Mal ihr Einsatz angedroht, vier Mal geschah dieser tatsächlich. Der saarländische Innenminister Klaus Bouillon bewertete die Testphase im Anschluss positiv, häufig genüge bereits die Androhung des Einsatzes, um eine Situation zu entschärfen.
Seit dem Jahr 2020 stehen der Polizei des Saarlandes 100 Geräte des Typs AXON Taser 7 zur Verfügung.

##### Schleswig-Holstein
Die Landesregierung von Schleswig-Holstein sagte 2016: 

„Ein angemessener Mehrwert durch die 
Einführung des Einsatzmittels „Distanz-Elektroimpulsgerät“ 
ist nicht erkennbar.“

Der Gesetzentwurf von Claus Schaffer (AfD) vom 19. Oktober 2018 wurde am 7. November 2018 einstimmig dem Innen- und Rechtsausschuss überwiesen.
Weitere Diskussionen über Taser gab es im Landtag am 27. März 2019, unter anderem weil der Taser nur beim SEK getestet werden sollte.
Am 22. April 2020 legte die Landesregierung einen Gesetzentwurf vor, nach Änderung desselben vom 16. Februar 2021 wurde die Ausschuss-Beschluss-Empfehlung vom 25. Februar 2021 mit Gesetz vom 26. Februar 2021 verabschiedet: Der rechtliche Rahmen für den Einsatz durch Änderung von § 251 Absatz 4 Variante 2, § 256 Absatz 2 Variante 1 und § 258a Landesverwaltungsgesetz Schleswig-Holstein geschaffen. Die Landesregierung berichtet dem Landtag über das Ergebnis der Evaluierung vor dem 19. März 2024, an diesem Tag treten diese Paragrafen wieder außer Kraft.
Die Polizei von Schleswig-Holstein bildete 140 Personen an den für 225.000 Euro angeschafften 35 Geräten Modell „Taser 7“ der amerikanischen Firma Axon aus. Ab 1. August 2022 gehörten sie zur Ausrüstung von Kräften des 1. Polizeireviers in Neumünster sowie des Polizeireviers in Ahrensburg und des Sondereinsatzkommandos. Ein einziger Schuss wurde mit den Geräten abgegeben, der anvisierte flüchtige Tatverdächtige wurde nicht getroffen. Insgesamt zeigte das DEIG Medienberichten zufolge bei 30 Einsätzen in Neumünster und bei fünf in Ahrensburg Wirkung,
womit gemeint ist, dass das demonstrative Zeigen oder das Androhen des Einsatzes Wirkung entfaltete.
Dem Landespolizeiamt sind jedoch angeblich nur 29 Fälle mit Wirkung bekannt.

#### Schweiz

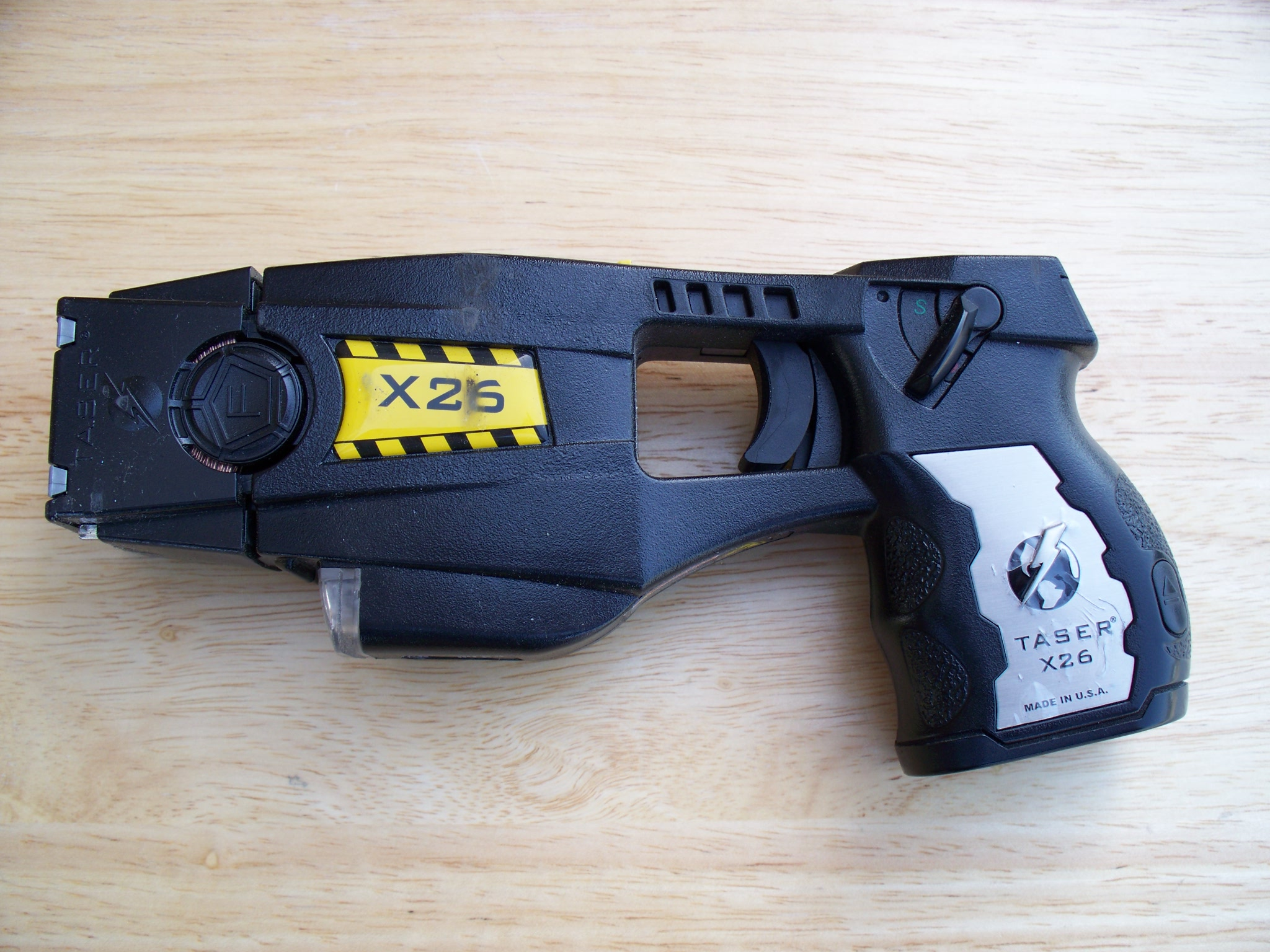
Der X-26-TASER (älteres Modell von Axon) in der Polizei-Version

Am 26. Juli 2003 wurde – auf Empfehlung der Schweizerischen Polizeitechnischen Kommission (SPTK) – vom schweizerischen Bundesamt für Polizei (fedpol) die Verwendung der Waffen Advanced Taser M26 und TASER X-26 EMD (EMD steht hier für „elektro-muskulare Disruption“) durch die Polizeibehörden in mehreren Kantonen genehmigt.
Seit dem im Januar 2009 gültigen „Bundesgesetz über die Anwendung polizeilichen Zwangs und polizeilicher Massnahmen im Zuständigkeitsbereich des Bundes (Zwangsanwendungsgesetz, ZAG)“ dürfen „nicht tödlich wirkende Destabilisierungsgeräte“ von der Polizei schweizweit verwendet werden.
Die Elektroschockwaffe wird autonom von den verschiedenen Polizeikorps eingekauft, daher ist eine Übersicht erschwert. Außerdem existiert in der Schweiz keine bundesweite Anti-Terror-Einheit.
Innerhalb der Sondereinheiten nutzen unter anderem „Argus“ der Kantonspolizei Aargau, wenige Mitglieder der Sondereinheit LUCHS Schwyz sowie der Groupe d’intervention in Genf und in Neuenburg die Interventions-Einheit den Taser X2.
Da in einem Ernstfall bis zum Eintreffen von Spezialeinheiten zu viel Zeit vergehen könnte, werden zunehmend Patrouillendienste auch mit Elektroschockpistolen ausgestattet. In Basel durften früher nur Beamte der Sondereinheit „Basilisk“ Taser tragen, inzwischen sind auch 90 reguläre Polizisten mit solchen Geräten ausgestattet.
Außerhalb von Spezialeinheiten werden Taser aktuell auch in Luzern von der Sicherheits- und Verkehrspolizei verwendet. Die Kantonspolizei Zürich führt die neueren Modelle Taser X2, ebenso wie die Kantonspolizei St. Gallen, die allerdings noch wenige ältere Modelle (Taser X26 und X26P) besitzt.
2018 wurden insgesamt 125 Fälle verzeichnet, in denen ein Taser gezogen wurde, 45 mal musste dieser auch tatsächlich angewendet werden, wobei darunter fast zwei Drittel der Personen unter Einfluss von Alkohol und/oder anderen Drogen waren.
Ein Einsatz seitens des Militärs darf nur von militärischem Personal und Angehörigen der Militärischen Sicherheit sowie von weiteren Angehörigen der Armee, die speziell dafür ausgebildet sind, erfolgen.

#### Österreich

##### Polizei
Im Juni 2006 wurden probeweise die ersten 20 TASER X26 bei der Bundespolizei in Oberösterreich eingeführt. Inzwischen sind Taser auch bei Polizisten in allen anderen Bundesländern sowie beim Einsatzkommando Cobra und bei der Sondereinheit WEGA in Gebrauch. Der erste Einsatz eines Tasers durch einen Polizisten erfolgte im Juli 2006 gegen einen flüchtenden Profieinbrecher in Linz. Dieser wurde aus rund zwei Metern Entfernung getroffen, er rappelte sich jedoch nach wenigen Sekunden wieder auf und konnte schließlich erst nach einem zweiten Schuss überwältigt werden.
Der Einsatz des Tasers erfolgt nach den Bestimmungen des Waffengebrauchsgesetzes, er zählt gemäß § 3 Z. 2 WaffGG als „reizauslösende Dienstwaffe“. Dieser darf nur eingesetzt werden um Menschen angriffs-, widerstands- und fluchtunfähig zu machen und wenn ungefährliche oder weniger gefährliche Maßnahmen nicht möglich sind. Stehen Beamten verschiedene Waffen zum Gebrauch zur Verfügung, dürfen gegen Menschen nur die am wenigsten gefährlichen verwendet werden.
In einer lebensbedrohlichen Situation gelten die gleichen Regelungen gemäß lebensgefährdender Waffengebrauch §§ 7 bis 8 WaffGG.
Nach einem Taser-Einsatz sind die Beamten verpflichtet, einen Rettungswagen zu verständigen (wenn nicht bereits vor Ort) und den Getroffenen ärztlich untersuchen zu lassen. Ein Arzt entscheidet daraufhin, ob die Person für eine weitere Behandlung in ein Krankenhaus gebracht werden muss oder nicht. Die Pfeilelektroden dürfen ausschließlich von einem Arzt aus dem Körper des Getroffenen entfernt werden, Polizisten beschränken sich auf das Abtrennen der Kabel, so dass zwischen Taser und Elektroden keine Verbindung mehr besteht.
Im Rahmen von 1. Juni 2006 bis 31. Dezember 2016 wurde der Taser laut Innenministerium von der Polizei fast 200 Mal gegen Menschen, acht Mal gegen Hunde eingesetzt, wobei keine Todesfälle verzeichnet wurden. Die Verwendung beschränkt sich dabei auf folgende speziell ausgebildete Beamte:
- Einsatzkommando Cobra
- Sondereinheit WEGA
- Sonderdienste Linz – Sektor
- Sonderdienste Graz – Sektor
- Einsatzgruppe zur Bekämpfung der Straßenkriminalität (EGS)
- einige Beamte der Polizeianhaltezentren (PAZ)
- wenige Mitglieder der Bereitschaftseinheit Wien und Oberösterreich

Innerhalb der Bundespolizei löste das neue Modell TASER X2 das ältere Modell TASER X26 vollständig ab.

##### Justizwache

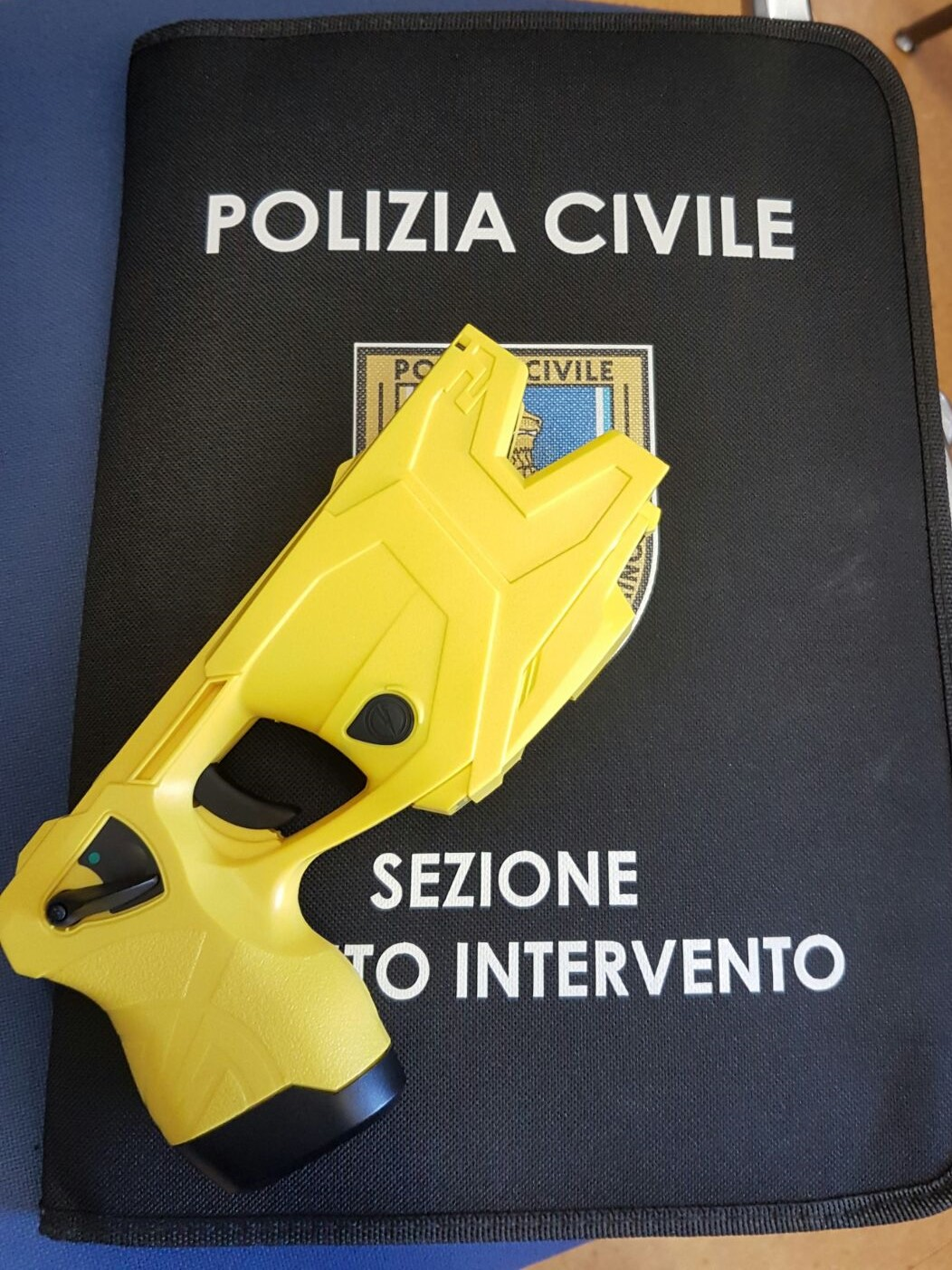
Ein Axon Taser X2 (2017)

Bei der Justizwache hingegen wird der Taser bereits seit November 2004 in den Justizanstalten verwendet. Eingeführt wurde er, nachdem ein randalierender Häftling der Justizanstalt Stein erst unter dem Einsatz von 15 Beamten überwältigt werden konnte und dabei elf Beamte verletzt wurden. Der Einsatz von Schlagstöcken und Pfefferspray hatte sich als ineffektiv erwiesen. Im Februar 2008 wurde der Einsatz des Tasers aufgrund eines UN-Berichts gegen Folter verboten, jedoch im Juni 2009 von Justizministerin Claudia Bandion-Ortner unter Auflagen wieder erlaubt.
Erst wenn sich sämtliche andere Mittel zum Brechen des Widerstandes eines Häftlings (z. B. Körperkraft, Schlagstock, Pfefferspray) als nicht zielführend erwiesen haben, darf der Taser in Erwägung gezogen werden. Zuerst werden die medizinischen Daten des Insassen geprüft, dann müssen trotzdem noch Sanitätsbeamte, Pflegepersonal und Ärzte anwesend sein, die den später getroffenen Häftling untersuchen und ggf. behandeln müssen. Der Taser selbst darf nur von besonders geschultem Personal (z. B. Einsatzgruppenmitglieder, Waffenwarte und Mitglieder einer internationalen Überstellungseinheit) und nur auf Anordnung des Anstaltsleiters eingesetzt werden. Vor dem Gebrauch muss der Einsatz des Tasers dem Häftling gegenüber noch ausdrücklich angekündigt werden. Sollte der Häftling dieser letzten Aufgabe-Aufforderung nicht nachkommen, muss der folgende Taser-Einsatz mit löschsicheren Video- und Audiogeräten festgehalten werden. Anschließend wird ein umfassender Bericht erstellt, der von der Dienstbehörde genauestens geprüft wird.
Zwischen November 2004 und Februar 2008 wurde der Taser zwölfmal in Gefängnissen eingesetzt, dabei erlitt niemand bleibende Schäden. In sieben weiteren Fällen reichte die bloße Androhung eines Taser-Einsatzes aus, um eine Person zum Aufgeben zu bewegen.
Von 2013 bis 2014 gab es innerhalb der 27 Justizanstalten jeweils einen Einsatz.
Bis Jahresende 2018 erhielt die Justizwache 122 neue Modelle Taser X2, die im Vergleich zu Vorgängermodellen ein wesentlich geringeres Risiko für Herzkammerflimmern haben.

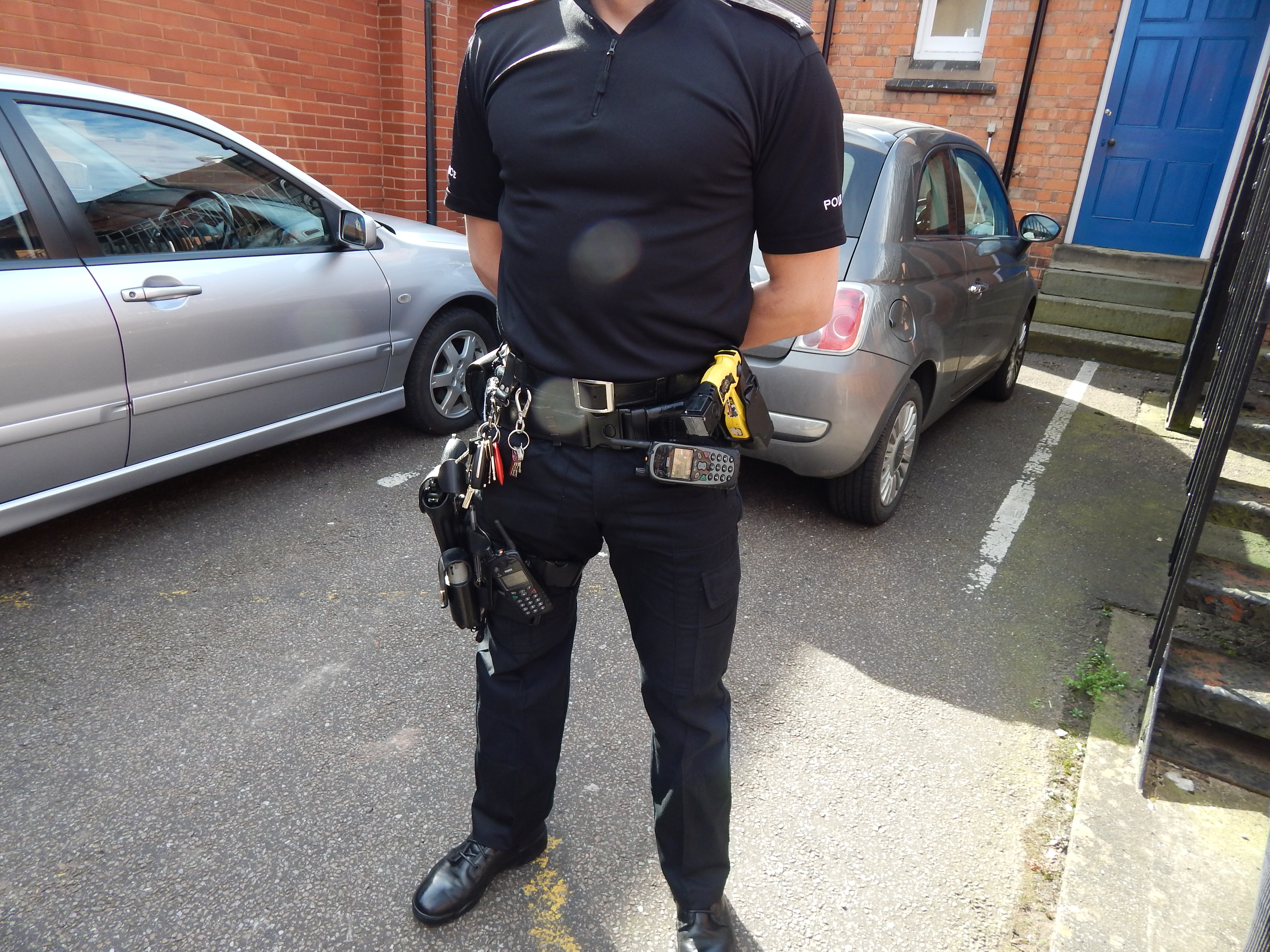
Polizist mit Taser in England

#### England und Wales
Im November 2008 wurde bekannt, dass das britische Innenministerium 10.000 Taser bestellt hatte. Rund 30.000 Polizeibeamte sollen im Umgang der Waffe geschult werden. Alan Campbell, im britischen Innenministerium für die Verbrechensbekämpfung zuständig, bezeichnete das Risiko der Waffen als gering.
2018 und 2019 wurden 23.500 Zwischenfälle mit Tasern gemeldet, in etwa 11 % der Fälle wurden die Waffen dabei auch abgefeuert. Im Sommer 2020 wurde der leistungsstärkere Axon „Taser 7“ zum Einsatz bei der Polizei im Vereinigten Königreich freigegeben, obwohl er in Tests eine deutlich schlechtere Treffsicherheit als die Vorgänger X2 und X26 aufwies.

### Amerika

#### Vereinigte Staaten
Zwischen den Jahren 2000 und 2013 stieg die Anzahl der Strafverfolgungsbehörden, die Taser nutzen, von 500 auf ungefähr 17.000. Im Jahr 2018 starben mindestens 49 Menschen in den Vereinigten Staaten als Folge eines Tasereinsatzes; offizielle Statistiken werden jedoch nicht erhoben.
Heute gehört der Taser in den Vereinigten Staaten zur Grundausrüstung der Polizei.

## Kritik

### Allgemeine Kritik
Kritiker wie Amnesty International befürchten eine Herabsetzung der Schwelle zur Anwendung durch die scheinbare Harmlosigkeit der Waffe und verweisen als Beleg auf entsprechende Fälle in den USA.
Weil Elektroschockpistolen dem Opfer während des Einsatzes Schmerzen bereiten und dabei vergleichsweise geringe (bleibende) physische Schäden anrichten, eignen sie sich besonders gut, um ein Opfer zu quälen, ohne dass dieses es ohne weiteres (über körperliche Schäden) nachweisen kann (Weiße Folter). So können sie etwa zur inadäquaten Durchsetzung von Autorität von Polizisten gegenüber Zivilisten missbraucht werden. Als Beispiel wurden Fälle aus den USA zitiert, bei denen Taser im Rahmen einer normalen Fahrzeugkontrolle zur Anwendung kamen. In einem auf Video dokumentierten Fall hatte eine Frau sich bei einer Fahrzeugkontrolle geweigert, ihre Zigarette zu löschen, ein Telefongespräch zu beenden und aus dem Auto zu steigen, daraufhin wendeten Polizeibeamte mehrmals den Taser auf sie an, auch als sie bereits auf dem Boden lag. Die Wahrscheinlichkeit, dass ein solches Vorgehen erfolgreich strafrechtlich verfolgt wird, ist dementsprechend gering. Die Neigung derjenigen, die im Besitz einer solchen Elektroschockwaffe sind, diese ohne Not anzuwenden, ist aus diesem Grund hoch anzusetzen. Um diesem Vorwurf zu begegnen, besitzen moderne behördlich benutzte Elektroschockpistolen Einrichtungen, die den Verwender identifizieren sollen, zum Beispiel in Form von mit Seriennummer versehenem Konfetti, das mit den Projektilen verschossen wird, oder von Videokameras, die mit dem Entsichern der Waffe aktiv werden. Weiterhin lassen sich Einsatzparameter über eine Computerschnittstelle der Waffe auslesen.
Der UN-Ausschuss gegen Folter, der die Einhaltung der UN-Antifolterkonvention der Vereinten Nationen überwacht, brachte im November 2007 in einer Presseerklärung zum Bericht der portugiesischen Regierung zur nationalen Umsetzung der Konvention seine Besorgnis darüber zum Ausdruck, dass der Einsatz des Modells Taser X-26 eine Form von Folter sei. Weiterhin sind Elektroschockwaffen ideal zur Folter geeignet, was dem Missbrauch Tür und Tor öffnet. Ein Schock ist unangenehm und schmerzhaft, aber im Nachhinein kaum nachzuweisen, wenn es nicht zu bleibenden Schäden oder Einschusswunden von den Pfeilelektroden bzw. Verbrennungen der Haut an deren Stelle gekommen ist.
Der Polizei-Soziologe Rafael Behr wies 2019 darauf hin, dass der Taser im Polizeialltag eingesetzt wird, wenn er im Arsenal vorhanden sei: „Wenn ich Mittel habe, um gegen Menschen vorzugehen, werde ich die auch einsetzen. Das Fingerspitzengefühl, soziale Situationen, auch Gewaltsituationen möglicherweise kommunikativ zu deeskalieren“, würde schwinden, wenn ein Arsenal von Einsatzmöglichkeiten vorhanden sei, mit denen es beispielsweise „schneller“ gehe.

### Tödliche Wirkung
Folgende Aussagen beziehen sich ausschließlich auf Distanz-Elektroimpulsgeräte, die von Axon hergestellt wurden:
Die Aussagen zur tödlichen oder nicht tödlichen Wirkung des Tasers sind widersprüchlich. So bezeichnet Taser International ihr Produkt als „nicht-tödliche Waffe“. Nach einer Studie von Amnesty International von 2008 starben seit 2001 allein in den USA 331 Menschen während oder nach dem Einsatz der Waffe, wobei in etwa 40 Fällen gerichtsmedizinische Gutachten den Einsatz der Waffe als Teil der Ursache oder Ursache des Todes auswiesen. Eine medizinische Studie, die Verletzungen zur Anzahl der Taser-Einsätze in Beziehung setzte, kam zu dem Ergebnis, dass bei einer Stichprobe von rund 1000 Taser-Einsätzen in den USA zwischen 2005 und 2007 nur drei Personen tatsächlich ins Krankenhaus eingeliefert wurden. Der Tasereinsatz konnte ebenso selten mit Sicherheit als unmittelbare Todesursache ausgeschlossen wie nachgewiesen werden. Nach Vorfällen mit Todesfolge wurden meist keine eingehenden forensischen Untersuchungen, sondern eher statistische Auswertungen vorgenommen. Korrekt ist die Elektroschockpistole also eher als „weniger tödliche Waffe“ (less lethal weapon) einzustufen, und Stinger Systems kennzeichnete das ehemalige Konkurrenzprodukt mit beiden Formulierungen.
Nach Angaben der Zeitung „Arizona Republic“ seien im Zeitraum von 1999 bis 2005 167 Menschen in den USA und Kanada nach Angriffen mit einer Taserwaffe gestorben. In 27 Fällen hätten Gerichtsmediziner erklärt, der Taser sei eine Todesursache,
habe zum Tod beigetragen oder könne als Todesursache nicht ausgeschlossen werden.

#### Indirekt
Ein Recherchebeitrag der Nachrichtenagentur Reuters kam zu einer Zahl von mindestens 1081 Personen in den USA, die einen Taser-Einsatz nicht überlebten, seit Beginn des Jahres 2000. Oft wurde dabei der Taser allerdings nicht als alleiniges Mittel zur Abwehr eingesetzt, sondern mit anderen weniger-tödlichen Waffen wie Pfefferspray oder körperlicher Zwangsgewalt wie Schlägen oder Fixierung kombiniert. Manche Fixierungstechniken, die bei einer Festnahme angewendet werden, haben ein höheres Todesrisiko, etwa solche, bei denen die betroffene Person mit dem Gesicht zum Boden gebracht wird und Handschellen über dem Genick angebracht werden, wobei gleichzeitig Druck auf den Oberkörper, Schulter und Nacken ausgeübt wird. Starker Druck auf den Nacken, insbesondere auf den Kiefer, kann die nervöse Kontrolle zum Herzen beeinträchtigen und dadurch zu einer Verlangsamung des Herzschlags oder gar zu einem Herzstillstand führen. Der Einsatz von Pfefferspray reizt die Atemwege und kann etwa bei Asthmatikern lebensbedrohlich werden. Da bei einem Taser oft auch das Zwerchfell betroffen ist wirken bei einem kombinierten Einsatz von Taser, Pfefferspray und Körperkraft somit mehrere Faktoren gleichzeitig ein, wodurch eine Aussage über die vielleicht tödliche Wirkung des Tasers selbst nicht immer genau möglich ist.
Zusätzlich kann der unkontrollierte Sturz – der durch das Verkrampfen der gesamten Skelettmuskulatur entsteht – zu sogenannten sekundären Sturzverletzungen führen und so ein Schädel-Hirn-Trauma durch den Aufprall des Kopfes auf hartem Boden mit tödlichen Ausgang auslösen.
2018 wurden mindestens 49 Menschen bei einem Taser-Einsatz getötet.

#### Direkt
Durch den Taser können Herzrhythmusstörungen ausgelöst werden. Das Risiko hierfür ist insbesondere dann stark erhöht, wenn die Waffe wiederholt gezündet wird, also mehrere Impulsfolgen (Bursts) abgegeben werden.
Studien sind nicht immer aussagekräftig, da sie oft an gesunden Menschen ohne Risikofaktoren wie Herzerkrankungen mit nur kurzer Exposition vorgenommen werden. Zudem sind Studien auch vom Hersteller Axon mitfinanziert worden und sind daher unter Umständen nicht neutral. Ergebnisse aus Tierversuchen lassen nur bedingt Rückschlüsse auf den Menschen zu.
Eine Studie kommt zum Resultat, dass Treffer der Elektroden vom Taser X26 im Bereich der Brust durch ventrikuläre Tachykardie oder Kammerflimmern zu einem Herzstillstand führen können, weshalb Axon empfiehlt, diese Zone wenn möglich zu vermeiden.
Befürworter des Tasers vertreten die Auffassung, dass der Einsatz von Tasern den Schusswaffengebrauch in vielen Fällen vermeiden könne. Daher sind Statistiken über den Einsatz auch vor dem Hintergrund der vermiedenen Schäden an Leib und Leben zu beurteilen. Daten hierzu lassen sich jedoch allenfalls schätzen.

#### Excited delirium (ExDS)
In den USA wird bei Todesfällen in Zusammenhang mit einem Taser-Einsatz oft als Todesursache ein „aufgeregtes Delirium“ („excited delirium“) angegeben. Dieser Begriff ist medizinisch nicht definiert und wird nur bei Todesfällen durch Polizeieinsatz benutzt, um den Anschein einer „Erkrankung“ zu erwecken. Der Elektroschocker-Hersteller Axon bemüht sich aktiv darum, bei Todesfällen diese „Diagnose“ zu verwenden, um eventuelle Haftungsansprüche zu vermeiden. Ein Artikel von Reuters belegt Manipulation von Forschungsergebnissen durch Axon, um „ExDS“ als wissenschaftlich belegten Gesundheitszustand zu etablieren. Reuters bietet auch eine interaktive Karte mit 1081 Todesfällen mit Details zu jedem Fall an, um die Behauptung von „Einzelfällen“ und „geringem Einsatzrisiko“ mit Fakten zu widerlegen.

## Schutz
Schutz gegen eine Elektroschockwaffe bietet das Tragen einer Weste aus Material mit hoher Leitfähigkeit (zum Beispiel Aluminium). Selbst wenn die Nadeln die Weste durchdringen, verursacht das Metall einen elektrischen Kurzschluss zwischen den beiden Elektroden. Eine eigens dafür angefertigte Schutzweste unter dem Namen ThorShield ist ausschließlich für den Polizeivollzugsdienst und das Militär verfügbar.
Manche Hersteller produzieren auch ballistische Schutzwesten, die nicht nur einen Schutz gegen Stichwaffen und Projektile von Feuerwaffen bieten, sondern auch dafür ausgelegt sind, bei einem Treffer beider Projektile eines Tasers in die Weste diesen wirkungslos zu machen, so etwa Westen der PPSS Group.
Eine Weste bietet keinen Schutz, wenn der Träger an einer nicht von der Weste bedeckten Stelle (zum Beispiel am Gesicht oder den Händen) getroffen wird.